# Jean-Jacques Amorfini
Jean-Jacques Amorfini, né le 12 février 1954 à Paris, est un footballeur français.

## Biographie
International amateur, il occupe le poste de milieu défensif.
Il joue notamment en faveur du Red Star et du Paris FC. 
Il occupe actuellement les fonctions de vice-Président de l'U.N.F.P..

## Clubs
- 1975-1978 :  Red Star FC
- 1978-1979 :  Paris FC
- 1979-1980 :  Angoulême
- 1980-1982 :  Paris FC
- 1982-1985 :  AS Red Star